# 厄尼·卡尔弗利
欧内斯特·A·卡尔弗利（英語：Ernest A. Calverley，1924年1月30日—2003年9月20日），美国BAA联盟职业篮球运动员。